# 6-O-metilnorlaudanosolina 5'-O-metiltransferasi
La 6-O-metilnorlaudanosolina 5'-O-metiltransferasi è un enzima appartenente alla classe delle transferasi, che catalizza la seguente reazione:
S-adenosil-L-metionina + 6-O-metilnorlaudanosolina ⇄ S-adenosil-L-omocisteina + nororientalina
La nororientalina è un precursore dell'alcaloide papaverina.